# Kristian Henriksen
Kristian Henriksen (Ski, 3 de març de 1911 - 8 de febrer de 2004) fou un futbolista noruec de la dècada de 1930 i entrenador.
Disputà 28 partits amb la selecció de futbol de Noruega, amb la qual participà en el Mundial de 1938. Pel que fa a clubs, destacà al Sarpsborg, Lyn i Frigg. Fou entrenador del Vålerenga en dues etapes; de 1947 a 1948, i de 1957 a 1958. També fou entrenador de la selecció nacional noruega entre 1958-59.